# Newbritainmunkskata
Newbritainmunkskata (Philemon cockerelli) är en fågel i familjen honungsfåglar inom ordningen tättingar.

## Utbredning och systematik
Newbritainmunkskata delas in i två underarter:
- P. c. umboi – förekommer på ön Umboi i sydvästra Bismarckarkipelagen
- P. c. cockerelli – förekommer på ön Niu Briten och Duke of York-öarna i södra Bismarckarkipelagen

## Status
Arten har ett begränsat utbredningsområde, men beståndet anses vara stabilt. IUCN kategoriserar arten som livskraftig.